# Білозерське
Білозе́рське — місто в Україні, у Покровському районі Донецької області. Адміністративний центр Білозерської міської громади. Розташоване за 15 км від залізничної ст. Добропілля. 18 667 тис. мешканців. (2001; 7,6 тис. осіб у 1959). Відстань до міста Добропілля становить близько 13 км і проходить автошляхом Т 0515.
Засноване в 1913 році як хутір Білозерка. Поселення отримало розвиток в 1950 році у зв'язку з будівництвом кам'яновугільних шахт. У 1966 було надано статус міста районного підпорядкування. Недалеко джерела річки Гнилуша.

## Історія
Засноване в 1913 році як хутір Білозерка. У актових записах метричної книги Святогорівської церкви за 1917—1919 роки зустрічалися вихідці з Таврійської губернії Мелітопольського повіту села, на прізвище Ходус, Савченко, Рубель, Тупольський, Тарасенко. Хутір знаходився неподалік від центрального шляху, що зв'язував Степанівську та Гришинську волості Бахмутського повіту.
У довіднику Донецького губ статбюро «Підсумки демографічного перепису Донбасу» січень лютий 1923 Є дані про те що на хуторі Білозерський — 5 господарств, чоловічого і жіночого населення -35 осіб; чоловіків 17, жінок 18 у віці від 1 до 50 років.
У 1930 р. після колективізації землі хутора відійшли до радгоспу «Більшовичок».
9 вересня 1943 року від окупації нацистської Німеччини у Другій світовій війні визволена Білозерка.
У серпні 1947 р. біля хутора Білозерка на схилі балки Крейдяна маркшейдери Дерипалко і Чулков розпочали будівництво нової шахти № 3 «Добропілля». Одночасно за три кілометри від неї почалось будівництво нового гірничого селища Білозерське.
Поселення отримало розвиток в 1950 році у зв'язку з будівництвом кам'яновугільних шахт. Недалеко джерела річки Гнилуша.
У 1956 р. одержало статус селища міського типу. В цьому ж році тут відкрито новозбудований Будинок культури. У 1957 р. відкрита перша в селищі бібліотека шахти № 3, в 1958 р. школа — № 14, а в 1961 р.-№ 13.
У 1962 р. було відкрито гірничотехнічне училище № 27, яке пізніше одержало назву профтехучилище № 95.
У 1966 р. селище одержало статус міста районного підпорядкування. Тут проживало тоді вже близько 18 тисяч жителів.
29 травня 2015 в місті невідомими був знесений пам'ятник Леніну.

## Населення
17868 тис. мешканців (2001), на початок 2025 року — близько 11 тис. осіб.
За даними перепису 2001 року населення міста становило 18543 осіб, із них 29,64 % зазначили рідною мову українську, 69,81 % — російську, 0,14 % — білоруську, 0,04 % — вірменську, 0,03 % — молдовську, 0,02 % — болгарську, 0,01 % — циганську, польську, угорську та єврейську мови
Динаміка зміни населення Білозерського за роками:

## Економіка
Видобуток кам'яного вугілля (ДВАТ Шахта «Білозерська», «Новодонецька» і гідрошахта «Червоноармійська» ДП «Добропіллявугілля» — з 1999 року ведуться роботи по закриттю гідрошахти); Білозерська ЦЗФ, Асфальтобетонний завод, завод мінеральних вод (ВАТ "Золотий Колодязь ") та інші.

## Екологія
В останні роки в Білозерському виникла гостра проблема підтоплення міської території. Місце для будівництва було вибрано в 1941 році інститутом «Южгіпрошахт» над 9 вугільними пластами загальною потужністю 11,5 м. До 1962 року житлово-цивільне будівництво велося без урахування гірничих розробок, без заходів захисту від їх впливу. Десятки кілометрів каналізаційних колекторів стали зношеними, а стічні води виливаються з каналізаційних колодязів, затоплені вулиці, підвали будинків, землі, розташовані поблизу сільськогосподарських підприємств. Внаслідок просідання поверхні підвищився рівень ґрунтових вод. Впливаючи на стіни підвалів, внутрішні та зовнішні комунікації, вони викликають руйнування будівельних конструкцій, що загрожує обваленням будівель. Зношеність водопровідних мереж, часті пориви труб створили проблему якості питної води й загрозу здоров'ю людей. Зараз гірничі роботи під містом не ведуться, реальної загрози чергового просідання поверхні немає. У проєкт закриття гідрошахти «Червоноармійська» внесені заходи з будівництва очисних споруд, будови інших комунікацій, виносу міського цвинтаря й інші. Всі об'єкти в місті проходять спеціальну експертизу, щоб знати, що з ними відбувається і що треба робити.

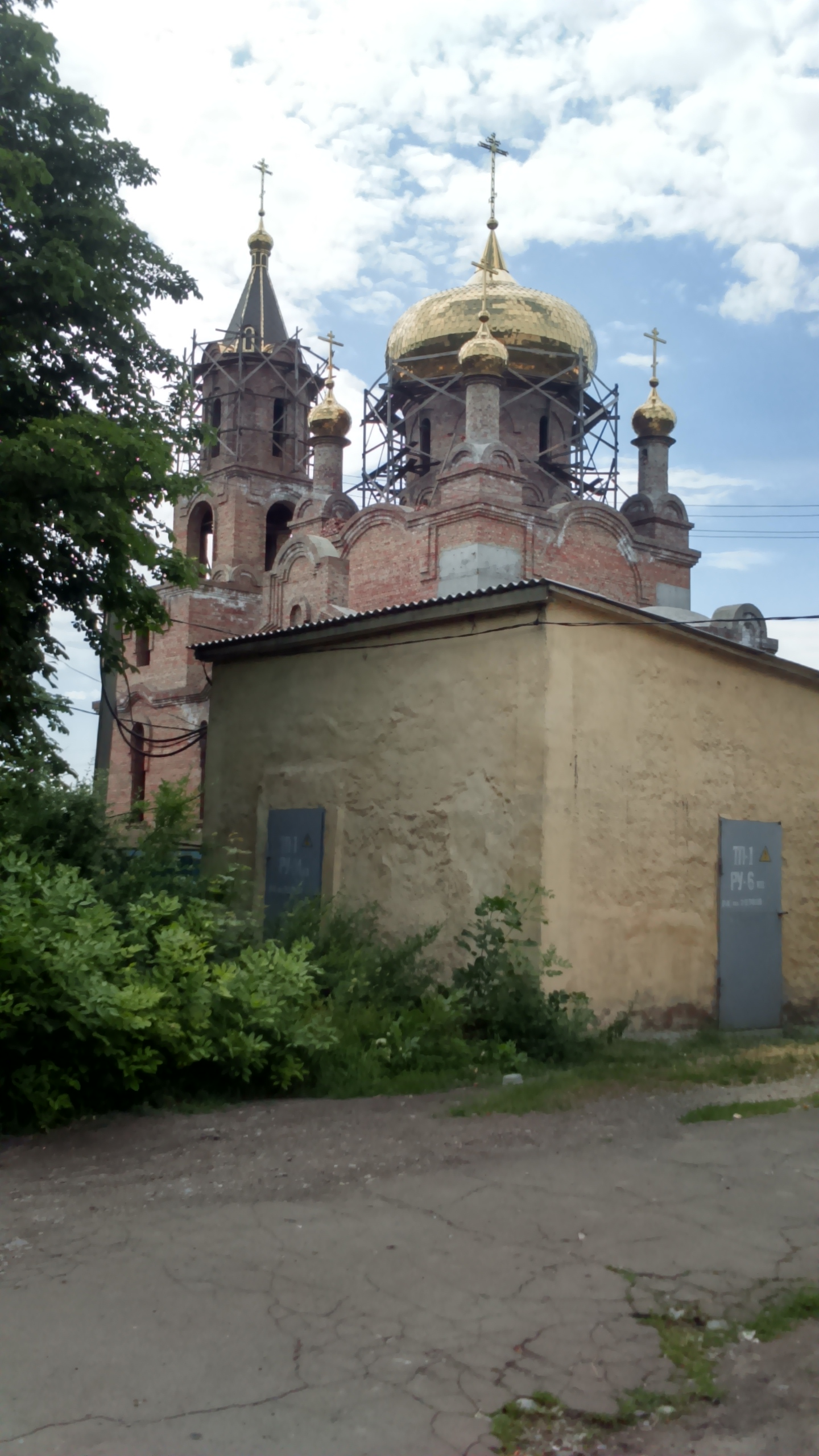

## Соціальна сфера
- Будинок культури «Юний технік» (вул. Театральна)
- Палац спорту (вул. Шахтарської Слави)
- Освітньо-культурний центр
- Білозерська МЛ (вул. Фестивальна)
- 4 загальноосвітні школи № 13, 14, 15,18,
- Білозерський професійний гірничий ліцей

## Відомі люди
- Глоба Юрій Васильович -
- Первій Олександр Іванович - спортсмен, призер Олімпійських ігор, тяжкоатлет.

## Жертви сталінських репресій
- Жеребцов Сидір Мойсейович, 1886 року народження, с. Сховище Добропільського району Донецької області, українець, неграмотний, безпартійний. Проживав за місцем народження. Сторож шахти № 3. Заарештований 28 березня 1937 року. Засуджений спецколегією Донецького облсуду на 7 років ВТТ. Реабілітований у 1992 році.

## Пам'ятник
- Братська могила радянських воїнів
- Могила воїна-афганця, молодшого лейтенанта Німики Анатолія Миколайовича — міський цвинтар м. Білозерське.